# U.V. (film)
Pour les articles homonymes, voir UV.
Pour plus de détails, voir Fiche technique et Distribution.
U.V. (ou UV) est un film français de 2007 réalisé par Gilles Paquet-Brenner et adapté du roman de Serge Joncour U.V. publié en 2003.
Jacques Dutronc, Marthe Keller, Nicolas Cazalé, Laura Smet, Anne Caillon et Pascal Elbé sont notamment au casting.

## Synopsis
Boris se présente comme un ami de Philip dans la villa de vacances de sa famille, mais celui-ci n'est pas là. Il s'installe en attendant.

## Fiche technique
- Réalisateur : Gilles Paquet-Brenner
- Scénariste  : Lolita Pille adapté d'après le roman éponyme de Serge Joncour : U.V.
- Producteur : Stéphane Marsil
- Musique du film : Aude Brenner, Roger Eon, Alban Schafer
- Directeur de la photographie : Diego Martínez Vignatti
- Montage :  Bertrand Collard
- Création des décors :  Riton Dupire-Clément
- Direction artistique : Riton Dupire-Clément
- Création des costumes : Noémie Vessier et Sandrine Weill
- Coordinateur des cascades : Hervé Décalion
- Société de production :  Hugo Films
- Société de distribution : TFM Distribution
- Pays d'origine  :  France
- Genre : drame
- Durée : 102 minutes
- Date de sortie : 
  -  France : 30 mai 2007

## Distribution
- Jacques Dutronc : Le père
- Marthe Keller : La mère
- Nicolas Cazalé : Boris
- Laura Smet : Julie
- Anne Caillon : Vanessa
- Pascal Elbé : André-Pierre Vauvenargues
- Alexis Loret : Philip
- Sylvia Mace : Monique
- Jean-François Gallotte : Monsieur Durand
- Isabelle Desmero : Madame Durand
- Samy Sehili : Octave
- Lucas Sehili : Jofroi
- Guy Amram : Gendarme Vuibert
- Matthieu Touboul : Gendarme
- Rebecca Akin-Ottaviano : Fille terrasse 1
- Élodie Varlet : Fille Terrasse 2
- Régis Verdier : Garçon de café
- Pépite Pereira : Vendeur de glaces

## Production

### Lieux de tournage
Le tournage a eu lieu de début juin à début juillet 2006 dans une villa de Ramatuelle (Var).